# Conor Casey
Conor Patrick Casey (Dover, 1981. július 25. –) ír származású amerikai labdarúgócsatár.

## Statisztika

### Az amerikai válogatottban
| Amerikai Egyesült Államok | Amerikai Egyesült Államok | Amerikai Egyesült Államok |
| Év                        | Pályára lépések           | Gólok                     |
| ------------------------- | ------------------------- | ------------------------- |
| 2004                      | 6                         | 0                         |
| 2005                      | 2                         | 0                         |
| 2006                      | 0                         | 0                         |
| 2007                      | 0                         | 0                         |
| 2008                      | 1                         | 0                         |
| 2009                      | 8                         | 2                         |
| 2010                      | 2                         | 0                         |
| Total                     | 19                        | 2                         |

## Sikerei, díjai
- Az év gólja Amerikában: 1999
- A West Coast Conference év játékosa: 2000
- MLS bajnok: 2010
- Az MLS-kupa legértékesebb játékosa: 2010